# Mauricio Zenteno
Mauricio Zenteno, född 21 april år 1984, spelar som försvarare för den chilenska fotbollsklubben Deportes Iquique.

## Landslaget
Nelson Acosta tog ut Zenteno i Chiles landslag 2006 och han var en del av laget då man genomförde sin tour genom Europa. Då spelade man mot Irland, Elfenbenskusten och Sverige.